# Pierce (Nebraska)
Pierce é uma cidade localizada no estado americano de Nebraska, no Condado de Pierce.

## Demografia
Segundo o censo americano de 2000, a sua população era de 1774 habitantes.
Em 2006, foi estimada uma população de 1720, um decréscimo de 54 (-3.0%).

## Geografia
De acordo com o United States Census Bureau, a localidade tem uma área de 2,4 km², dos quais 2,3 km² cobertos por terra e 0,1 km² cobertos por água.

## Localidades na vizinhança
O diagrama seguinte representa as localidades num raio de 24 km ao redor de Pierce.